# Cnicin
Cnicin ist ein ungesättigtes Sesquiterpen-Dihydroxylacton, das mit einer substituierten Acrylsäure verestert ist.

## Vorkommen
Cnicin gehört zur Gruppe der Germacranolide und wird in höherer Konzentration im Benediktenkraut (Cnicus benedictus) oder in der Rispen-Flockenblume (Centaurea stoebe) gebildet.

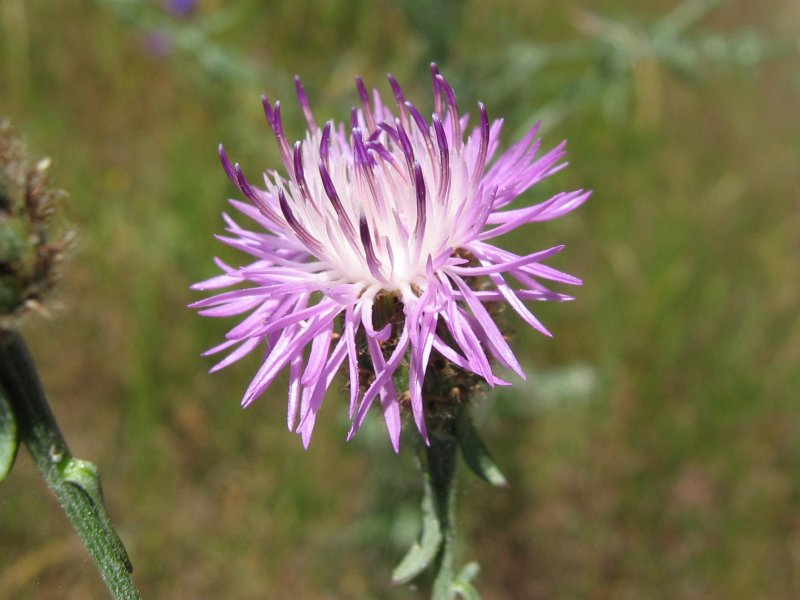
Rispen-Flockenblume (Centaurea stoebe)

Die höchsten und niedrigsten Konzentrationen finden sich jeweils in den Blättern (0,86–3,86 % Cnicin) beziehungsweise im Stamm.

## Wirkung
Die Wirkung des Cnicin wird im Rahmen der Phytotherapie genutzt. Als wirksamer Bestandteil im Benediktenkraut regt es die Magensaftproduktion an und wirkt gegen Verdauungsbeschwerden. Benediktenkraut kommt in Form von Teeaufgüssen oder alkoholischen Auszügen zur Anwendung. Eine weitere Indikation von isoliertem Cnicin ist die Förderung der axonalen Regeneration in verletzten Nerven.

## Toxikologie
Eine hohe Dosis Cnicin hat akute toxische Effekte bei Versuchen mit Ratten und Mäusen. Des Weiteren kann eine Überdosierung von Cnicin zu starken Reizungen im Rachen-, Schlund- und Speiseröhrenbereich führen. Auch Störungen im Magen-Darm-Trakt bis hin zu Übelkeit, Krämpfen, Erbrechen und Durchfall, einhergehend mit Fieber, sind möglich.